# Diponthus virgatus
Diponthus virgatus är en insektsart som först beskrevs av Gerstaecker 1873.  Diponthus virgatus ingår i släktet Diponthus och familjen Romaleidae. Inga underarter finns listade i Catalogue of Life.